# Горчаковщина
Горчаковщина (рос. Горчаковщина) — присілок у Волховському районі Ленінградської області Російської Федерації.
Населення становить 14 осіб. Належить до муніципального утворення Іссадське сільське поселення.

## Історія
Згідно із законом № 56-оз від 6 вересня 2004 року належить до муніципального утворення Іссадське сільське поселення.

## Населення
| 2007 | 2010 | 2017 |
| ---- | ---- | ---- |
| 6    | ↗9   | ↗14  |